# Estadio Malvinas Argentinas
Het Estadio Malvinas Argentinas is een voetbalstadion in de Argentijnse stad Mendoza. Oorspronkelijk was de naam Estadio Ciudad de Mendoza. Tijdens de Falklandoorlog kreeg het stadion zijn huidige naam. Het stadion werd gebouwd in de aanloop naar het WK voetbal 1978. Bij de WK had het een capaciteit van ruim 44.000 toeschouwers. Er werden drie wedstrijden uit de eerste ronde en drie wedstrijden uit de tweede ronde gespeeld.

## WK interlands
| №  | Datum        | Wedstrijd             | Uitslag | Competitie                | Toeschouwers |
| -- | ------------ | --------------------- | ------- | ------------------------- | ------------ |
| 1  | 3 juni 1978  | Nederland – Iran      | 3 – 0   | WK 1978 1e Groepsfase (D) | 33.431       |
| 2  | 7 juni 1978  | Nederland – Peru      | 0 – 0   | WK 1978 1e Groepsfase (D) | 28.125       |
| 3. | 11 juni 1978 | Schotland – Nederland | 3 – 2   | WK 1978 1e Groepsfase (D) | 35.130       |
| 4  | 14 juni 1978 | Peru – Brazilië       | 0 – 3   | WK 1978 2e Groepsfase (B) | 31.278       |
| 5  | 18 juni 1978 | Peru – Polen          | 0 – 1   | WK 1978 2e Groepsfase (B) | 35.288       |
| 6. | 21 juni 1978 | Polen – Brazilië      | 1 – 3   | WK 1978 2e Groepsfase (B) | 39.586       |

Estadio Monumental (Buenos Aires) · Estadio José Amalfitani (Buenos Aires) · Estadio Córdoba (Córdoba) · Estadio Mar del Plata (Mar del Plata) · Estadio Gigante de Arroyito (Rosario) · Estadio Mendoza (Mendoza)